# 1147
Năm 1147 trong lịch Julius.